# Guido Alpa

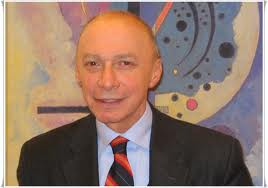
Guido Alpa

Piero Guido Alpa (* 26. November 1947 in Ovada; † 7. März 2025 in Genua) war ein italienischer Rechtswissenschaftler und Präsident der italienischen Rechtsanwaltskammer.

## Leben
Er erwarb seinen Abschluss 1970 an der Universität Genua. Er war sechs Jahre „procuratore legale“ (1997 wurde der „Rechtskonzipient“ abgeschafft). Nach dieser Vorbereitung zum Avvocado wurde er 1980 in Genua zugelassen. Seit 1984 besaß er eine Zulassung beim italienischen Kassationsgerichtshof.
1980 wurde er ordentlicher Professor an der Universität Genua und wurde 1991 an die Sapienza-Universität von Rom berufen. Lehraufenthalte hatte er an Universitäten im In- und Ausland: Oregon (1977, 1979, 1985), Berkeley (1979), London (Sommer 1982), Mannheim (1984), Trient (1985), Coimbra (1986), Barcelona (1989); Granada (1990).
Alpa war einer der bekanntesten italienischen Rechtswissenschaftler und genoss internationale Reputation: 1998 wurde er am Gray’s Inn zum Master of the Bench ernannt und seit 2004 war er Mitglied in der British Academy.
2001 wurde er Vizepräsident, 2004 Präsident des „Consiglio nazionale Forense“, der italienischen Rechtsanwaltskammer.
Alpa ist Mitglied in vielen staatlichen Kommissionen gewesen. 2005 war er beispielsweise Vorsitzender der staatlichen Kommission zur Kodifikation der europäischen Verbraucherschutzrichtlinien, den „Codice del consumo“.
Sein Handbuch zum italienischen Privatrecht, der „Alpa“ („L'Alpa“), ist (neben den Büchern von Torrente, Galgano, Trabucchie) ein bekanntes Buch zur Examensvorbereitung.

## Ehrungen
Die Ehrendoktorwürde wurde ihm 1996 von der Universität Complutense Madrid, 2007 von der Universität Lima und 2008 von der Universität Buenos Aires verliehen.
Er war Träger des Verdienstordens der Italienischen Republik (Großkreuz), sowie Ritter des Ritterordens vom Heiligen Grab und Komturritter des Gregoriusordens.

## Werke (Auswahl)
- Manuale di diritto privato, sechste Auflage, Padua 2009 (Der „Alpa“).
- (zusammen mit Pulitini/Rodotà/Romani): Interpretazione giuridica ed analisi economica, Mailand 1992.
- Manuale di diritto dei consumatori, Bari 1995.
- L'arte del giudicare, Rom 1996.
- Le fonti non scritte e l'interpretazione, Turin 1999.
- Corso di diritto contrattuale, Padua 2006.
- (zusammen mit Giovanni Chiodi): Il progetto italo francese delle obbligazioni, 1927: un modello di armonizzazione nell'epoca della ricodificazione Mailand 2007.
- The Age of Rebuilding: sketches of the New Italian Private Law, London 2007.
- (zusammen mit Mads Andenas): Grundlagen des europäischen Privatrechts, Berlin, Heidelberg 2010. ISBN 978-3-540-79585-8